# Bonnya
Bonnya là một thị trấn thuộc hạt Somogy, Hungary. Thị trấn này có diện tích 14,62 km², dân số năm 2010 là 252 người, mật độ 17 người/km².